# Stazione di Petrosino-Strasatti
La stazione di Petrosino-Strasatti è una stazione ferroviaria posta sulla linea Alcamo Diramazione-Trapani (via Castelvetrano). Serve il comune di Petrosino e la limitrofa Strasatti, frazione del comune di Marsala.
La stazione è dotata di due binari di circolazione atti al servizio viaggiatori.
Il fabbricato viaggiatori, a due elevazioni, ospita la sala d'attesa, mentre il magazzino merci è inutilizzato.
Vi sono una bacheca per gli orari cartacei e una macchina obliteratrice.
La stazione è gestita in telecomando dal DCO di Palermo ed è servita dai treni regionali operati da Trenitalia sulla relazione Trapani-Castelvetrano-Piraineto.

## Storia
In origine denominata "Bambina", assunse la denominazione di "Petrosino" il 1º giugno 1916. Prese anche il nome di Marsala Petrosino nel periodo in cui Petrosino era frazione di Marsala. Nel 1948 assunse la denominazione attuale.